# Videófono

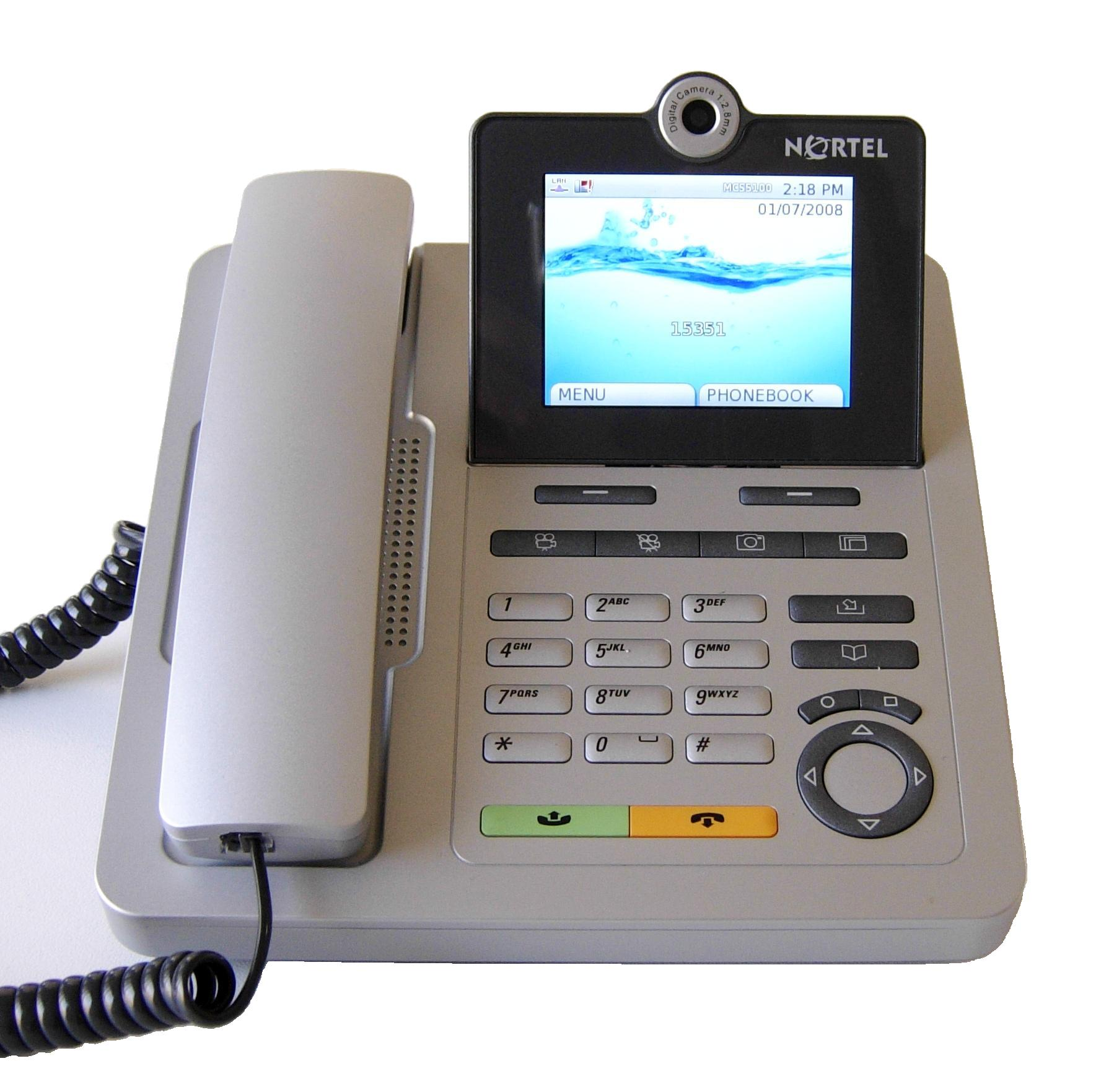
Un ejemplo de un videófono hogareño.

Un videófono (también conocido como videoteléfono) es un teléfono con una pantalla de video capaz de realizar comunicaciones de video entre dos o más personas en tiempo real. 
En la actualidad los videófonos son particularmente de ayuda para los sordos y mudos para que puedan comunicarse a través de la lengua de señas, y también para aquellos que necesiten asistencia médica visual o servicios de educación a distancia.

## Tecnología
Estos dispositivos existen hace bastantes años. En los 90's utilizaban líneas RDSI y hoy existen muchos modelos de teléfonos IP que tienen esta capacidad. El desarrollo de algoritmos más avanzados de compresión de imágenes (tales como H.264) ha permitido que esta funcionalidad se extienda.

## Terminología
El nombre videófono no es tan estandarizado como su antigua contraparte el teléfono, lo cual ha creado una variedad de nombres y términos alrededor del mundo, en algunos casos incluso dentro de un mismo país o región.[cita requerida]